# Mitsubishi Galant
Mitsubishi Galant je automobil střední třídy, který vyrábí japonská automobilka Mitsubishi od roku 1969. Jméno Galant pochází z francouzštiny a znamená v překladu rytířský nebo galantní. Vyrábí se už jeho devátá generace.

## První generace
Vyráběla se do roku 1973 jako dvou- (od roku 1970) nebo čtyřdveřový sedan. Prodávala se pod názvy Mitsubishi Colt Galant nebo Dodge Colt. Bylo to první Mitsubishi prodávané v USA a to od roku 1971. V roce 1970 se objevilo i kupé s karoserií fastback. Šlo o sportovní model který nesl označení GTO. To napodobovalo vzhled amerických Muscle cars a prodávalo se do roku 1975.

### Motory
- 1,3l
- 1,5l

### Rozměry
- Rozvor - 2420 mm
- Délka - 4080 mm
- Výška - 1560 mm
- Šířka - 1370 mm

## Druhá generace
V podstatě se jednalo o důkladnou modernizaci první generace. Prodávala se po dobu dvou let do roku 1975. Na americkém kontinentě se prodávala pod názvy Dodge Colt, Plymouth Colt, Plymouth Cricket a Chrysler Valiant Galant v Austrálii.

### Motory
- 1,6l

### Rozměry
- Rozvor - 2420 mm
- Délka - 4204 mm
- Výška - 1600 mm
- Šířka - 1397 mm
- Váha - 940 kg

## Třetí generace
Vyráběla se v letech 1976 až 1980. Z karosářských variant zmizel dvoudveřový sedan, ale objevilo se kombi. Označovala se řeckým písmenem Σ (Sigma). Prodávalo se pod názvem Chrysler Sigma. Nové kupé, které nahradilo Galant GTO neslo označení Lambda. Třetí generace vyhrála titul Auto roku Jihoafrické republiky roku 1977.

### Motory
- 1,6l
- 1,8l
- 2,0l
- 2,6l

### Rozměry
- Rozvor - 2420 mm
- Délka - 4204 mm
- Výška - 1600 mm
- Šířka - 1397 mm
- Váha - 940 kg

## Čtvrtá generace

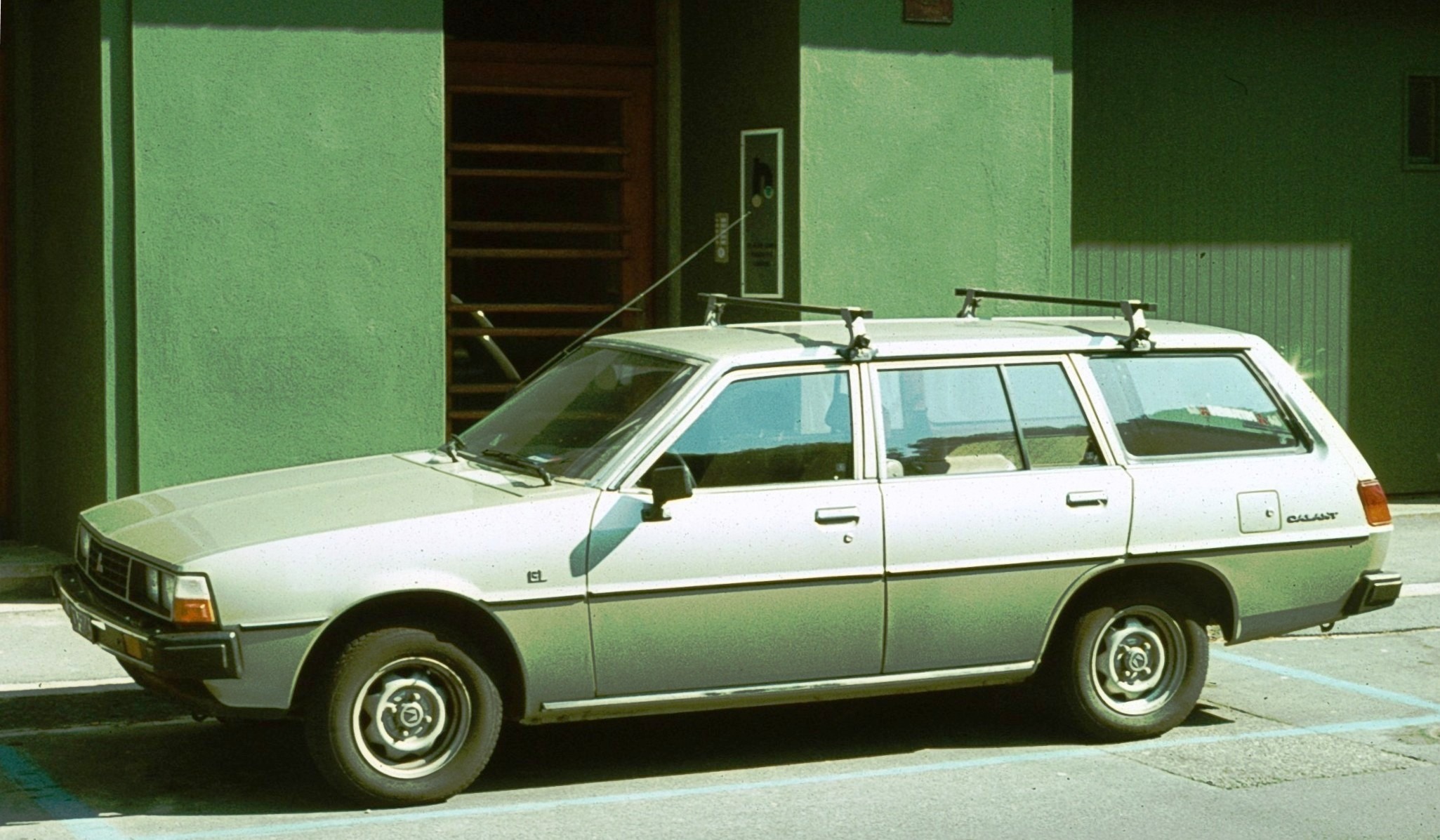
verze kombi

Vyráběla se v letech 1980 až 1987. Prodávala se také pod názvem Mitsubishi Eterna. Poprvé se zde v japonském voze objevil vznětový motor. Tentokrát vyhrálo titul Auto roku Nového Zélandu v roce 1981. Kupé se prodávalo pod názvy Mitsubishi Scorpion v Austrálii a Dodge Challenger nebo Plymouth Sapporo v USA. Čtvrtá generace byla větší, spolehlivější a bezpečnější než předchůdce. Byla přesto brzy nahrazena novým modelem, pouze kombi zůstalo ve výrobě do roku 1987

## Pátá generace
Vyráběla se v letech 1983 až 1990. Galant měl poprvé pohon předních kol.

### Motory
- 1,6l
- 1,8l
- 2,0l
- 2,0l Turbo
- 3,0l
- 1,8 TD

## Šestá generace

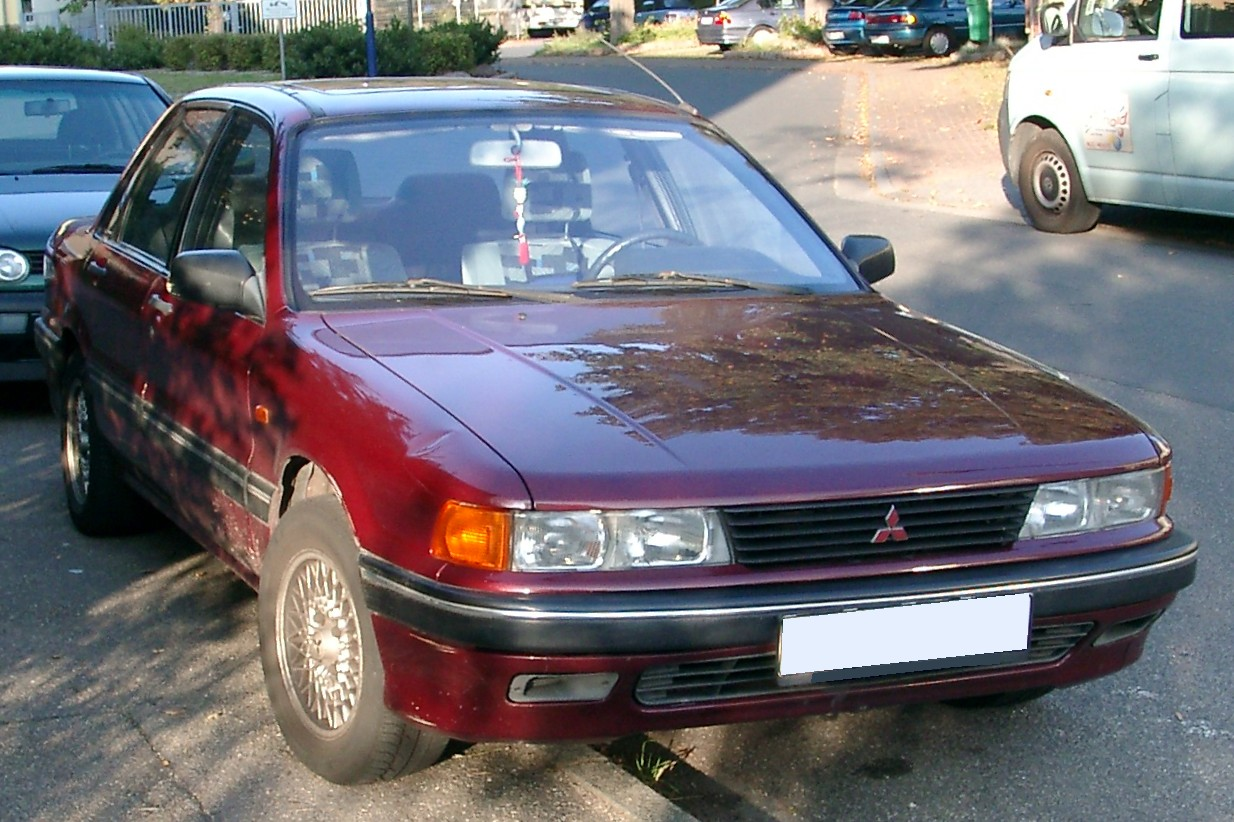
sedan

Vyráběla se v letech 1987 až 1993. Objevila se i varianta hatchback a pohon všech kol. Některé vozy s pohonem všech kol byly vybaveny i systémem řízení všech kol. Vyhrála titul Auto roku v Japonsku pro rok 1987. Od roku 1988 bylo k dispozici kupé s názvem Eterna. V roce 1989 byla v nabídce sportovní verze upravená firmou AMG s bodykitem a sportovními doplňky.

### Galant VR-4
Závodní verze, která byla předchůdcem modelu Lancer EVO. Objevilo se v roce na americké Olympus rallye 1988. Bylo to první Mitsubishi s pohonem všech kol, šestnáctiventilovým dvoulitrovým motorem řízením zadních kol. Oproti konkurenci bylo větší a těžší. Vůz byl upraven pro skupinu N a Michael Lieu s ním zvítězil. O rok později se představila verze pro skupinu A. Mikael Ericsson vyhrál Rallye 1000 jezer 1989 a Pentti Arikkala RAC rallye 1989 a tým byl úspěšnější než konkurenční Toyota. O rok později Mitsubishi testovalo 3 druhy diferenciálů a tak si připsalo jen jedno vítězství na Rallye Pobřeží slonoviny 1990. To zopakovali i v letech 1991 a 1992. V roce 91 vyhrál ještě Keneth Eriksson Švédskou rally. V roce 1992 získal Erwin Weber titul mistra Evropy.

#### Technická data
- Objem motoru - 1997 cm³
- Výkon - 295 k

### Motory
```
Naftové
```

- 1,8l TD 75Hp

```
Benzínové 
```

- 1,6l
- 1,8l 85 Hp (carburator)
- 1,8l 90 Hp (injection)
- 2,0l 8v 109 HP (injection)
- 2,0l 16v 135, 143, 150 HP (injection)
- 2,0l 16v Turbo 197 HP (injection + turbo)

### Rozměry
- Rozvor - 2600 mm
- Délka - 4540 mm
- Výška - 1440 mm
- Šířka - 1695 mm
- Váha - 940 kg

## Sedmá generace

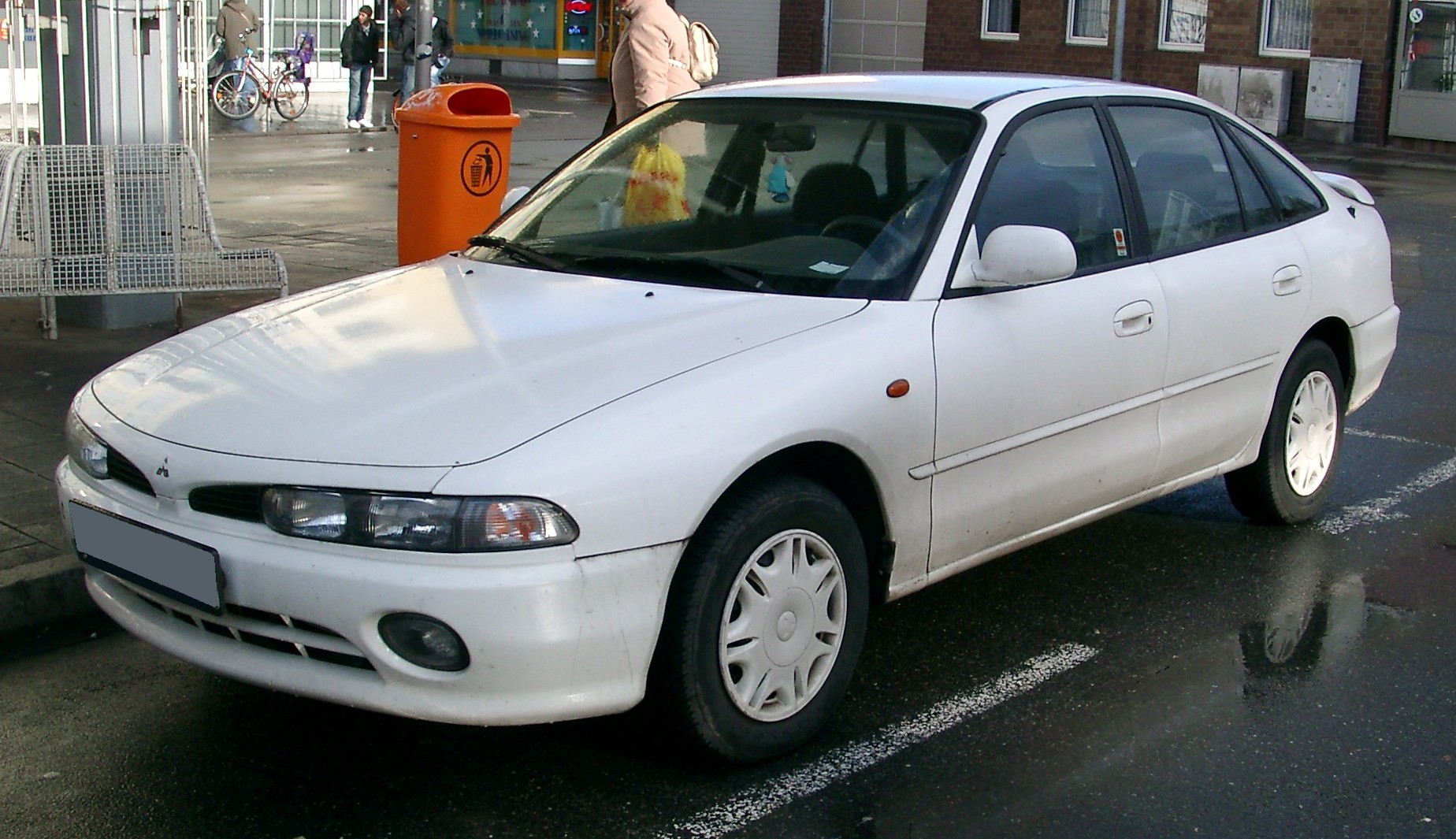
sedmá generace

Vyráběla se v letech 1992 až 1998. Ve Spojených státech začal prodej v roce 1994. Po nástupu typu Lancer do rallye se již tento typ nezúčastňoval automobilových soutěží.

### Motory
- 1,8l
- 2,0l
- 2,4l
- 1.8 L V6
- 2.0 L V6
- 2.5 L V6
- 2.0 L V6 Twin turbo

### Rozměry
- Rozvor - 2635 mm
- Délka - 4640 mm
- Výška - 1730 mm
- Šířka - 1400 mm

## Osmá generace

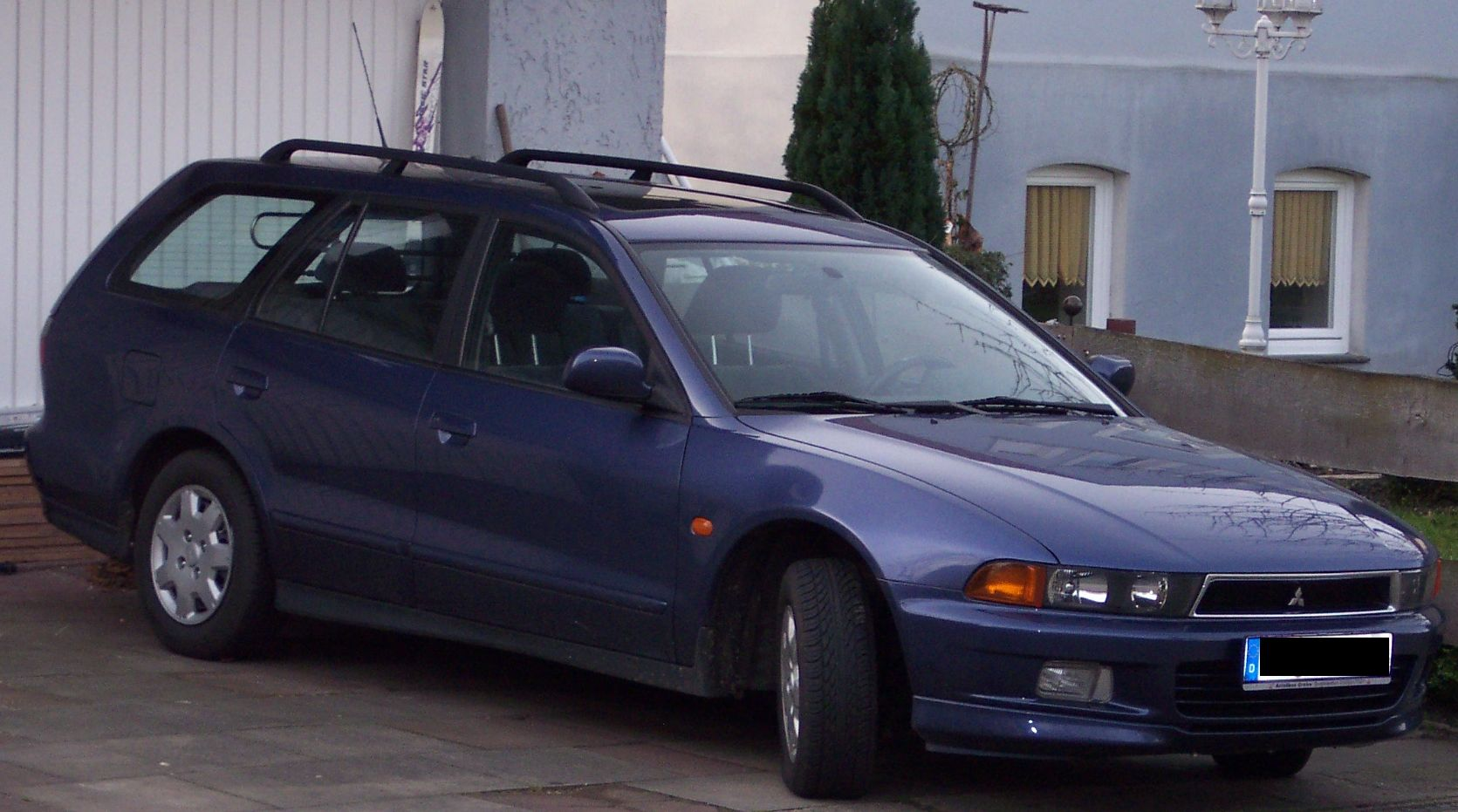
verze kombi

Vyráběla se v letech 1996 až 2004. Navazovala na design předchozí generace. V letech 1996 a 1997 vyhrála titul Auto roku Japonska. Opět se objevila sportovní verze kombi, která nesla jméno Legnum se šestiválcovým motorem 2,5l a dvěma turbodmychadly.

### Motory
- 2,0 TD
- 2,0
- 2,4 GDI
- 2.5 L V6
- 2.5 L V6 TT

### Rozměry
- Rozvor - 2635 mm
- Délka - 4660 mm
- Výška - 1420 mm
- Šířka - 1740 mm

## Devátá generace

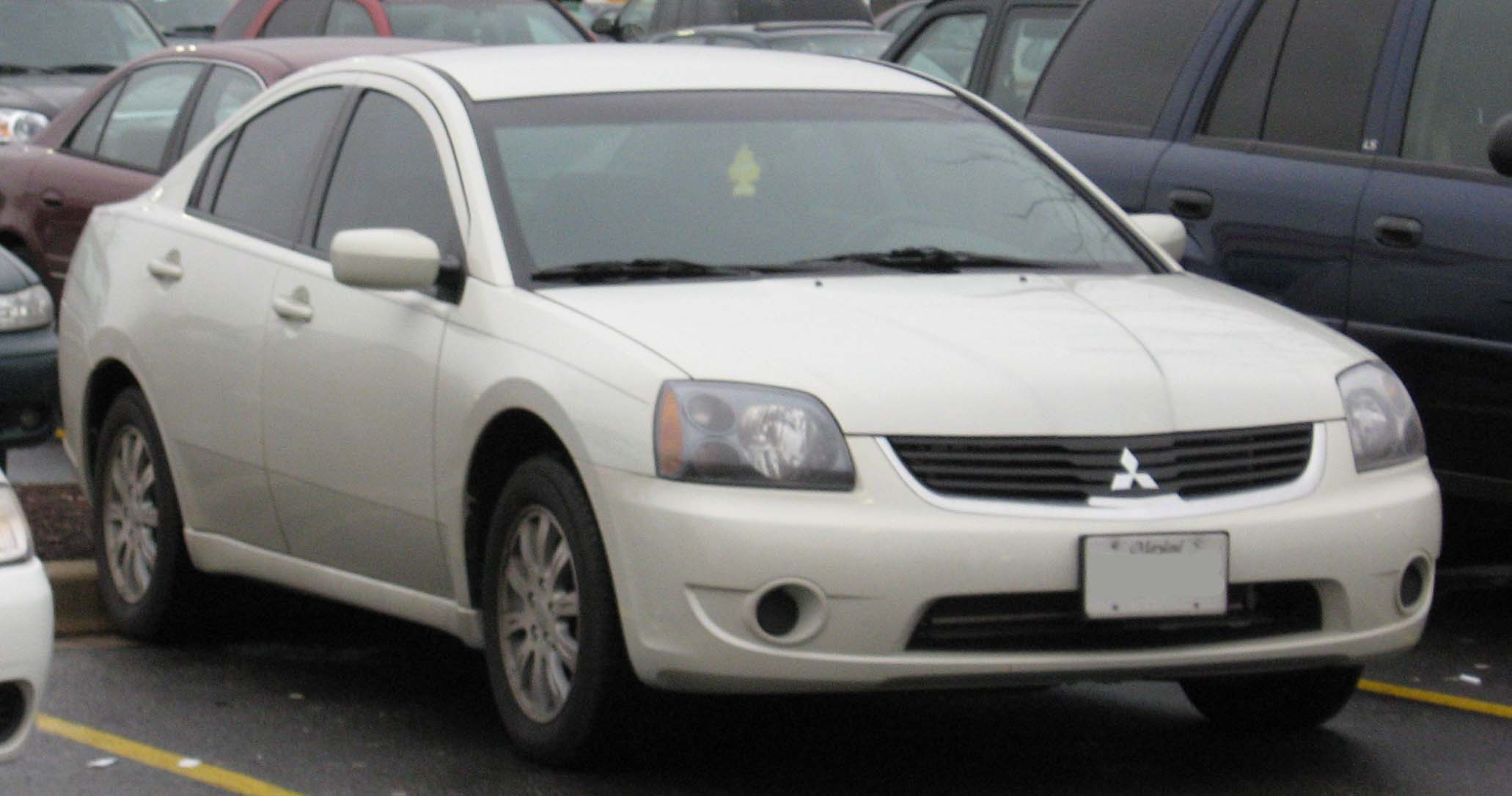
devátá generace

Vyrábí se od roku 2004 jako čtyřdveřový sedan. Design vytvořil Olivier Boulay. Poprvé byla představena na autosalonu v New Yorku v roce 2003. Prodává se ve státech USA, Kanada, Mexiko, Rusko, Ukrajina, Tchaj-wan, Čína, Austrálie, Nový Zéland a Saúdská Arábie. Divize Ralliart vytvořila na základě Galantu sportovní model.

### Motory
- 2,4l
- 3,8l
- 3.8l V6

### Rozměry
- Rozvor - 2750 mm
- Délka - 4850 mm
- Výška - 1840 mm
- Šířka - 1480 mm